# Bataille de Novoazovsk
Guerre du Donbass
(fait partie de la Guerre russo-ukrainienne)
Batailles
- Euromaïdan
- Révolution de la Dignité
- Manifestations anti-Maïdan

Annexion de la Crimée
- Invasion russe de la Crimée
- Prise du Parlement de Crimée
- Prise de la base navale sud
- Incident de Simféropol (en)
- Occupation russe de la Crimée

Troubles pro-russes
- Odessa
- Troubles pro-russes à Kharkiv (uk)
- Troubles pro-russes à Louhansk (uk)
- Bataille de la rue Rymarska (uk)
- Proclamation de la république de Crimée
- Prise de Donetsk
- Proclamation de la RP de Donetsk
- Proclamation de la RP d'Odessa (hu)
- Proclamation de la RP de Lougansk
- Affrontements à Odessa du 2 mai (uk)
- Incendie de la Maison des syndicats d'Odessa

Guerre du Donbass
- Sloviansk
- Kramatorsk
- Artemivsk
- Marioupol
- Karlivka
- 1re Donetsk
- Louhansk
- Krasnyi Lyman
- Il-76
- Chyrokyne
- Saour-Mogyla
- Horlivka
- Vol Malaysia Airlines 17
- 2e Donetsk
- Loutouhyne
- Ilovaïsk
- Novoazovsk
- 3e Donetsk
- 32e barrage
- Volnovakha
- Debaltseve
- Marïnka
- Avdiïvka

La bataille de Novoazovsk est un affrontement militaire de la guerre du Donbass, dans le cadre de la guerre russo-ukrainienne qui débute le 25 août 2014 lorsque les rebelles séparatistes prorusses, contrôlés par la Russie, directement appuyés par les forces armées régulières russes, ouvrent un nouveau front en attaquant la ville de Novoazovsk, dans le sud-est de l'oblast de Donetsk, en Ukraine orientale. Les forces ukrainiennes ont été contraintes de se replier vers Marioupol.

## Déroulement
Le 23 août 2014, les forces séparatistes prorusses contrôlées par la Russie mais se réclamant de l'autorité de fait se disant « République populaire de Donetsk » ont déclaré leur intention de « se frayer un chemin jusqu'à la mer d'Azov ». Conformément à cette déclaration, un barrage d'artillerie a été lancé sur la ville côtière de Novoazovsk, dans le sud-est de l'oblast de Donetsk.

### Ouverture d'un nouveau front
Le 25 août, une colonne de véhicules blindés est entrée sur le territoire ukrainien internationalement reconnu depuis la Russie près de Novoazovsk,,. Il n'y avait eu aucune formation des rebelles séparatistes à l'intérieur de cette zone pendant de nombreuses semaines. De violents combats ont eu lieu dans le village de Markyne, à 7 kilomètres Novoazovsk. Les rebelles séparatistes ont utilisé le village pour bombarder Novoazovsk. Un porte-parole du Conseil national de sécurité et de défense de l'Ukraine (CNSD) a déclaré que l'entrée de la colonne en Ukraine était une tentative « de l'armée russe sous le couvert de combattants du Donbass d'ouvrir une nouvelle zone de confrontation militaire ».
Selon le site internet de la ville de Marioupol, les bataillions de volonatire Dnipro et Donbass ont repoussé l'attaque et les forces rebelles séparatistes se sont retirées vers la frontière russo-ukrainienne internationalement reconnue.  Le porte-parole militaire ukrainien Andryi Lysenko a affirmé que deux chars d'assaut russes avaient été détruits et que 10 membres d'un « groupe de sabotage du renseignement » avaient été capturés. Le ministre russe des Affaires étrangères Sergueï Lavrov a déclaré qu'il n'avait aucune connaissance de l'incident et a suggéré que les rapports faisant état d'une incursion des forces régulières russes en territoire ukrainien étaient de la « désinformation ».  Juste avant l'apparition de la colonne blindée, la zone a été lourdement bombardée. Les positions d'artillerie des rebelles séparatistes les plus proches ne correspondait pas à la portée de ce bombardement.
Le 26 août, les rebelles séparatistes ont à nouveau bombardé Novoazovsk avec l'appui de la Russie, depuis la frontière russe. Les gardes-frontières ukrainiens stationnés au poste-frontière de Novoazovsk-Veselo-Voznesenka ont montré des cratères qui, selon eux, ont été causés par des bombardements depuis le territoire russe. La Russie a nié toute implication et a déclaré que les forces rebelles séparatistes avaient agi seules. Selon les forces armées ukrainiennes, ce bombardement était une tentative de détruire les positions d'artillerie ukrainiennes dans la région. Pendant le bombardement, de la fumée était visible au dessus de la ville, tandis que de nombreux habitants s'enfuyaient en voitures et en camions.  Quatre civils ont été blessés dans le bombardement.

### Repli ukrainien
Les rebelles séparatistes ont pénétré dans Novoazovsk le 27 août,. Alors que le gouvernement ukrainien affirmait avoir le « contrôle total » de Novoazovsk, le maire de la ville, Oleg Sidorkin, a confirmé que les insurgés séparatistes s'en était emparée. Il a également déclaré que des « dizaines » de chars d'assaut et de véhicules blindés avaient été utilisés par les rebelles séparatistes dans leur assaut sur la ville. Au moins quatre civils ont été blessés par les bombardements.
Au nord, près de Starobesheve, les forces ukrainiennes ont déclaré avoir repéré une colonne de 100 véhicules blindés, chars d'assaut et camions lance-roquettes Grad qui se dirigeait vers le sud, en direction de Novoazovsk. Ils ont déclaré que ces véhicules étaient marqués de « cercles ou triangles blancs », similaires aux brassards blancs vus sur les parachutistes des forces armées régulières de la Russie, capturés par l'Ukraine sur son territoire quelques jours plus tôt. Sous la pression de l'apparition de ce nouveau front, le troisième en Ukraine orientale, les forces ukrainiennes se sont repliées vers l'ouest en direction de la gande ville de Marioupol. Le CNSD a plus tard reconnu que Novoazovsk avait été capturée par les « troupes russes », malgré les démentis antérieurs du gouvernement ukrainien.  Selon le CNSD, les troupes ukrainiennes se sont retirées de Novoazovsk pour sauver des vies et mieux préparer la défense de Marioupol.

## Implication directe de la Russie
L'Ukraine et d'autres gouvernement européens et nord-américains affirment que les troupes russes ont facilité ou ont participé à l'attaque de Novoazovsk. Au moment où la ville est tombée aux mains des assaillants, l'OTAN a déclaré qu'au moins 1 000 soldats réguliers russes opéraient sur le sol ukrainien. Un commandant rebelle de la prétendue « république populaire de Donetsk »a déclaré que ses propres forces avaient pris le contrôle de Novoazovsk et qu'il bénéficiait du soutien de « volontaires russes ».
Le 1er septembre, les troupes russes semblaient avoir disparu de la ville, alors gardée par les rebelles séparatistes prorusses de la soi-disant « république populaire ». Toutefois, certains habitants ont affirmé qu'ils avaient vu des « petits hommes verts » à l'extérieur de la ville, faisant référence à un terme utilisé lors des événements qui ont conduit à l'occupation de la Crimée par la Russie pour désigner les forces russes non identifiées (sans insigne ni drapeau) qui ont pris le contrôle de la péninsule en février 2014.  Alors que la bataille se poursuivait à Novoazovsk, le CNSD a publié une vidéo montrant un char d'assaut T-72 à Novoazovsk. Le gouvernement ukrainien a déclaré que cela prouvait la présence de troupes russes sur le sol ukrainien,.

## Voir également
- Guerre russo-ukrainienne
- Invasion de l'Ukraine par la Russie
- Bataille de Marioupol (2014)
- Bataille de Marioupol (2022)